# Deutsche Kolonialbestrebungen an der Somaliküste
Deutsche Kolonialbestrebungen an der Somaliküste wurden von 1885 bis 1890 verfolgt. Mit dem Ziel, Gebiete nördlich von Wituland zu erwerben, schlossen Vertreter der Deutsch-Ostafrikanischen Gesellschaft 1885 und 1886 Freundschafts- und Schutzverträge mit lokalen Herrschern an den Küstenstädten Somalias ab. 1888 bzw. 1890 wurde das Projekt, das sich mit britischen und italienischen Ansprüchen überschnitt, aufgegeben.

## Ausgangslage und Strategie
Städte von Bedeutung an der somalischen Küste waren Mogadischu, Kismaayo, Warsheikh, Merka und Baraawe. Es waren vorrangig Handelsstädte, da Landwirtschaft in den unmittelbaren Umgebungen mangels Anbaugebieten kaum möglich war. Diese Hafenstädte standen unter der Oberherrschaft des Sultanats Sansibar. Die somalischen Sultane im Hinterland versuchten, die Hilfe deutscher Kolonialisten für ihren Widerstand gegen Sansibar auszunutzen, während die mit Deutschland rivalisierende Kolonialmacht Großbritannien zunächst noch Sansibars Expansionsstreben unterstützte. Das 1884 errichtete britische Protektorat über die nördliche Somaliküste wiederum beunruhigte die Majerteen-Sultane im heutigen Puntland. Der Afrikaforscher und spätere Konsul Gerhard Rohlfs empfahl ab 1882 deutsche Erwerbungen an der Somaliküste, um Handelsbeziehungen ins Landesinnere aufzubauen.
Deutsche Kolonialagenten versuchten nun einerseits, Sultan Barghasch ibn Said von Sansibar zur Überlassung bzw. Verpachtung seiner somalischen Küstenplätze zu drängen, und anderseits mit den somalischen Sultanen im Hinterland dieser Küstenplätze Handelsverträge und Bündnisse gegen Sansibar zu schließen. Ähnliche Pläne verfolgten allerdings auch die Italiener.

## Nordostsomalia

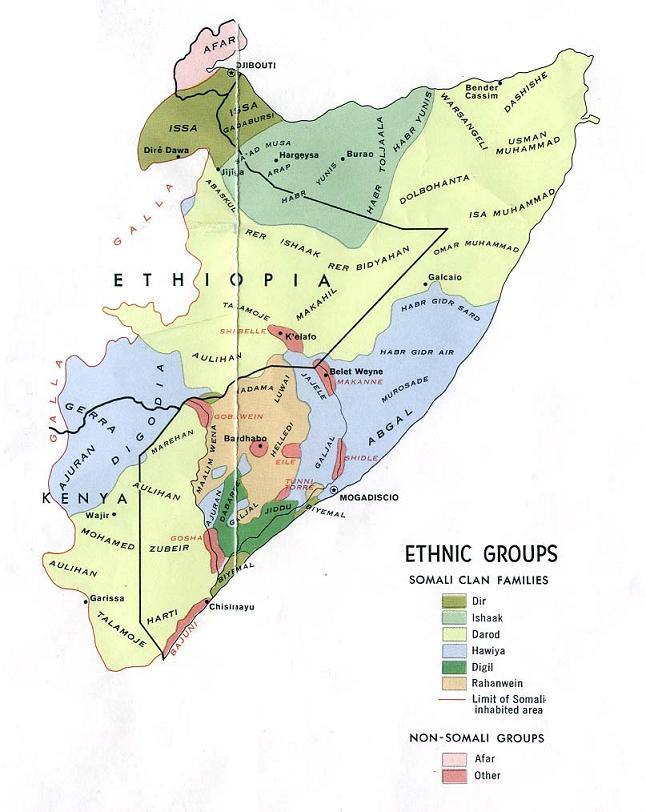
Verteilung der Clans in Somalia 1977. Zu den Majerteen gehören die drei Teilclans Usman Muhammad/Osman Mahmud, Isa Muhammad und Omar Muhammad.

Die von Vertretern der Gesellschaft mit somalischen Herrschern geschlossenen Verträge sollten Deutsch-Ostafrika so weit ausdehnen, dass es sich vom Rovuma-Fluss im Süden entlang der gesamten ostafrikanischen Küste bis zum Kap Guardafui im Norden erstreckt hätte. Im Februar 1886 bat Carl Peters die Reichsregierung um ein Protektorat für die gesamte Somaliküste.

### Hörnecke-Expedition im Majerteen-Sultanat
In Aluula, nahe Kap Guardafui, schloss eine Expeditionsgruppe unter Leitung des Regierungsbaumeisters Gustav Hörnecke am 6. September 1885 einen weitreichenden Freundschaftsvertrag mit dem lokalen Sultan Bogor Osman Mahmud Yusuf (1854–1927) vom Clan der Majerteen, die zur Clanfamilie der Darod gehören.
Der in Deutsch und Arabisch (nicht auf Somali) abgefasste Vertrag weist erhebliche Unterschiede zwischen beiden Sprachversionen auf. Während im deutschen Text von einem Schutzvertrag mit dem Deutschen Kaiserreich und Landabtretungen an die Deutsch-Ostafrikanische Gesellschaft die Rede ist, ist im arabischen Text nur ein Vertrag über Freundschaft und Unterstützung der Gesellschaft bei der Erforschung und Nutzbarmachung des Hinterlandes genannt.
Das vom Vertrag betroffene Gebiet des Sultans Osman sollte sich vom Kap westwärts bis nach Bender Ziada, etwa 400 Kilometer östlich von Berbera, und südwärts bis zum Kap Ras Assuad (nahe Hobyo, in der Region Mudug) erstrecken. (Der deutsche und der arabische Text wichen in dieser Frage erheblich voneinander ab. Der deutschen Version zufolge erstreckte sich das Vertragsgebiet bis vor die Tore des bereits britischen Berbera). Landeinwärts sollte das Vertragsgebiet jeweils 20 Tagesreisen weit reichen (also etwa 600 Kilometer tief und damit bis nach Ogaden hinein).

### Anderten-Expedition im Sultanat Hobyo
Während Hörnecke nach Vertragsabschluss über Aden und Triest nach Berlin zurückkehrte und zwei DOAG-Mitarbeiter vergeblich versuchten, in Aluula die vertraglich zugesagte Niederlassung zu gründen, hatte Hörneckes Adjutant, Leutnant Claus von Anderten, den Auftrag erhalten, das Vertragsgebiet nach Süden noch zu erweitern.
Mit Osmans Schwiegervater (oder Cousin?), Sultan Yusuf Ali Keenadiid von Hobyo (1845–1911) schloss Anderten am 26. November 1885 einen ähnlichen Vertrag ab, dessen deutsche und arabische Fassungen sich ähnlich deutlich unterschieden. Diesem Anschlussvertrag zufolge unterstellte der Sultan das Küstengebiet des zum Hawiya-Stamm gehörenden Abgal-Clans südlich von Hobyo bis vor die Tore von Warsheikh, d. h. bis etwa 80 Kilometer nördlich von Mogadischu, der Gesellschaft. Landeinwärts war diesmal eine Tiefe von 25 Tagesreisen bis an die Grenzen des Gebiets der Galla (Oromo) vorgesehen (also etwa 750 Kilometer und damit wieder tief bis nach Ogaden hinein).

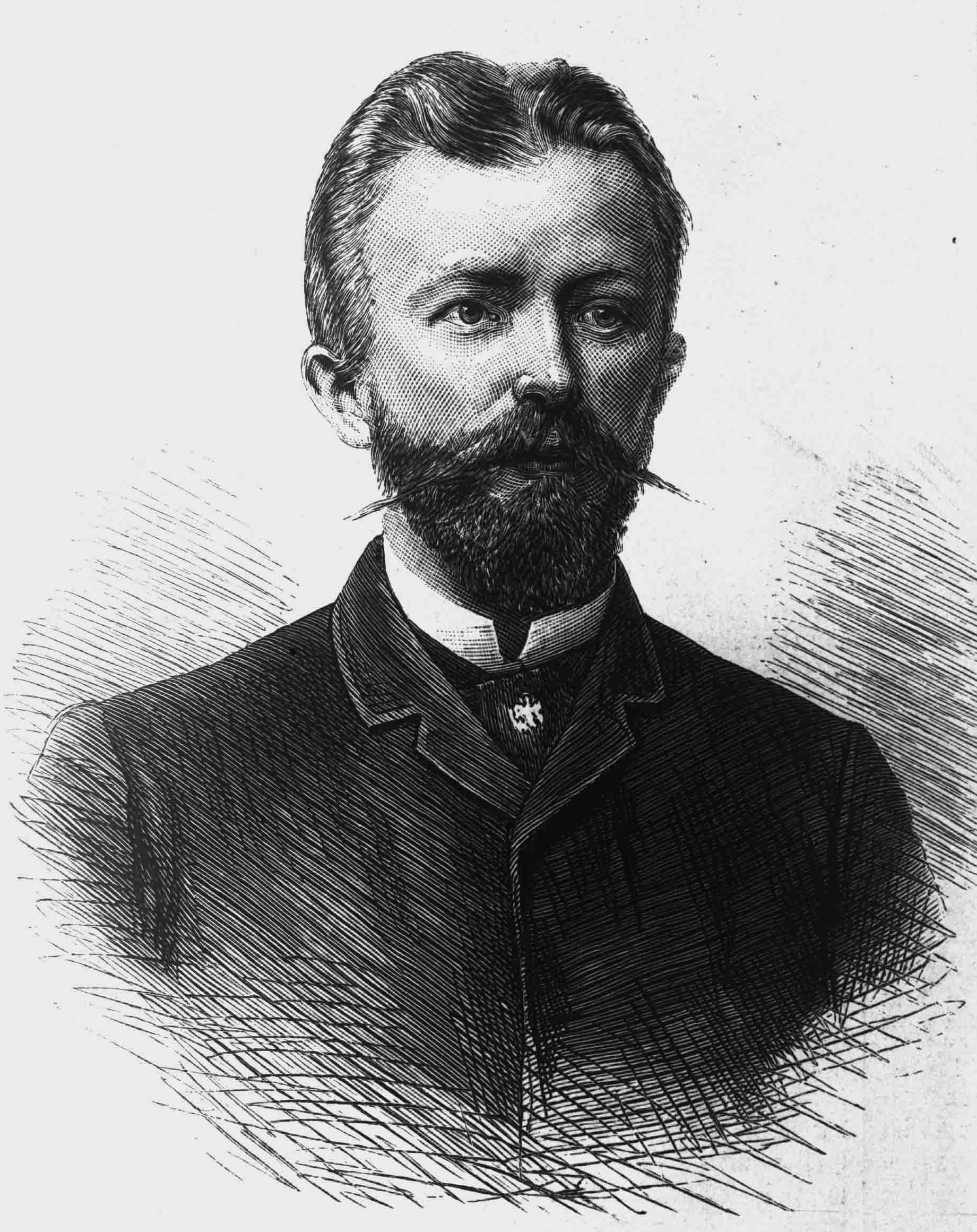
Karl Ludwig Jühlke
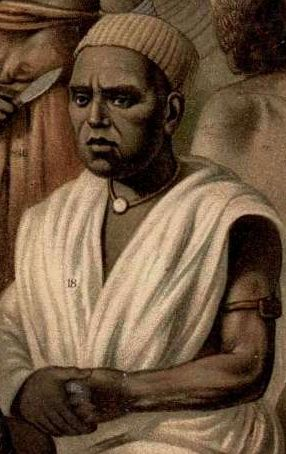
Somali in Deutsch-Ostafrika (Brockhaus-Darstellung von 1887)
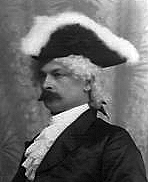
Joachim von Pfeil

## Südwestsomalia
Auch im Südwesten Somalias bzw. an der südlichen Benadirküste schlossen die Vertreter der Gesellschaft Verträge mit unterschiedlichem Wortlaut. Die Klausel, dass im Zweifelsfall allein der deutsche Text Gültigkeit haben solle, ist im arabischen Text nicht enthalten.

### Jühlke-Expedition in Kismaayo
Im Sommer 1886 entsandte die Gesellschaft Karl Ludwig Jühlke an den Süden der Benadirküste, um dort Land bis an die Nordgrenze Witus zu erwerben. Das Gebiet bis zur Juba-Mündung stand unter der Oberherrschaft Sansibars, allerdings wurde diese außer über Kismaayo im deutsch-britischen Abkommen des Jahres 1886 nicht anerkannt, weshalb Jühlke sich berechtigt sah in dieser Region mit somalischen Stammesfürsten über Konzessionen zu verhandeln. Im Namen der DOAG nahm er das als herrenloses Gebiet betrachtete Port Durnford in Besitz und taufte es in Hohenzollernhafen um. Jühlke überging zudem die sansibarischen Machthaber in Kismaayo und verhandelte dort mit Ali ibn Ismail Karim, einem Scheich eines an der Juba-Mündung beheimateten Somali-Stammes, der gegenüber den sansibarischen Machthabern feindlich gesinnt war, und stilisierte ihn zum Somalisultan und zum legitimen Herrscher und Verhandlungspartner. Am 26. November 1886 unterzeichneten beide einen Vertrag, demzufolge Kismaayo nicht mehr unter sansibarischer Herrschaft stünde und an die Gesellschaft verpachtet werden sollte. Dabei hatte Ali bereits per Vertrag vom 31. Juli 1885 das Gebiet von Kismaayo bis Witu an Gustav Denhardt verkauft. Kurz nach der Vertragsunterzeichnung wurde Jühlke am 1. Dezember 1886 in Kismayoo von einem Somali getötet.

### Reaktionen
Die deutschen Konsule in Sansibar, Rohlfs und Travers, hatten bereits zur raschen Annahme des durch Denhardt vermittelten Schutzgesuches geraten, um Italien zuvorzukommen. Reichskanzler Otto von Bismarck war jedoch nicht geneigt, das Gesuch ohne das Vorliegen konkreter Handelsinteressen zu unterstützen und warnte vor einem, wie er es nannte, „Kolonial-Jingo“. Im August 1886 informierte Bismarck die italienische Regierung über den Schutzantrag, ohne ihn anzunehmen.

## Weitere Expeditionen
Eine Folge-Expedition unter Joachim Graf von Pfeil nach Hohenzollerhafen blieb weitgehend erfolglos.
Parallel zur Station im Südwesten entstand im nordöstlichen Aluula zumindest eine kaufmännische Agentur unter Leitung des bisherigen deutschen Konsuls in Aden, zum Vertreter der Gesellschaft wurde im Mai 1887 mit Mohamad Said ibn Samantar(?) ein Verwandter Sultan Osmans bestimmt. Der deutsche Regierungsbaumeister Kurt Hoffmann versuchte noch im März 1890 in Aluula, die von Hörnecke mit Osman ausgehandelten Verträge zu erneuern, was ihm unter dem inzwischen herrschenden Einfluss Großbritanniens und Italiens misslang.
Bereits am 1. Oktober 1886 war auch das kaiserliche Kanonenboot Hyäne zur Erkundung der Somaliküste bei Hobyo erschienen. Die Berichte der Marine, zu denen auch Möwe beitrug, bestätigten die unklaren Herrschaftsfragen und mangelnden Handelsinteressen: Die Scheichs von Aluula und Hobyo schlugen Einladungen zu Gesprächen und Bordbesuchen aus.

## Kritik und Ende des Projekts

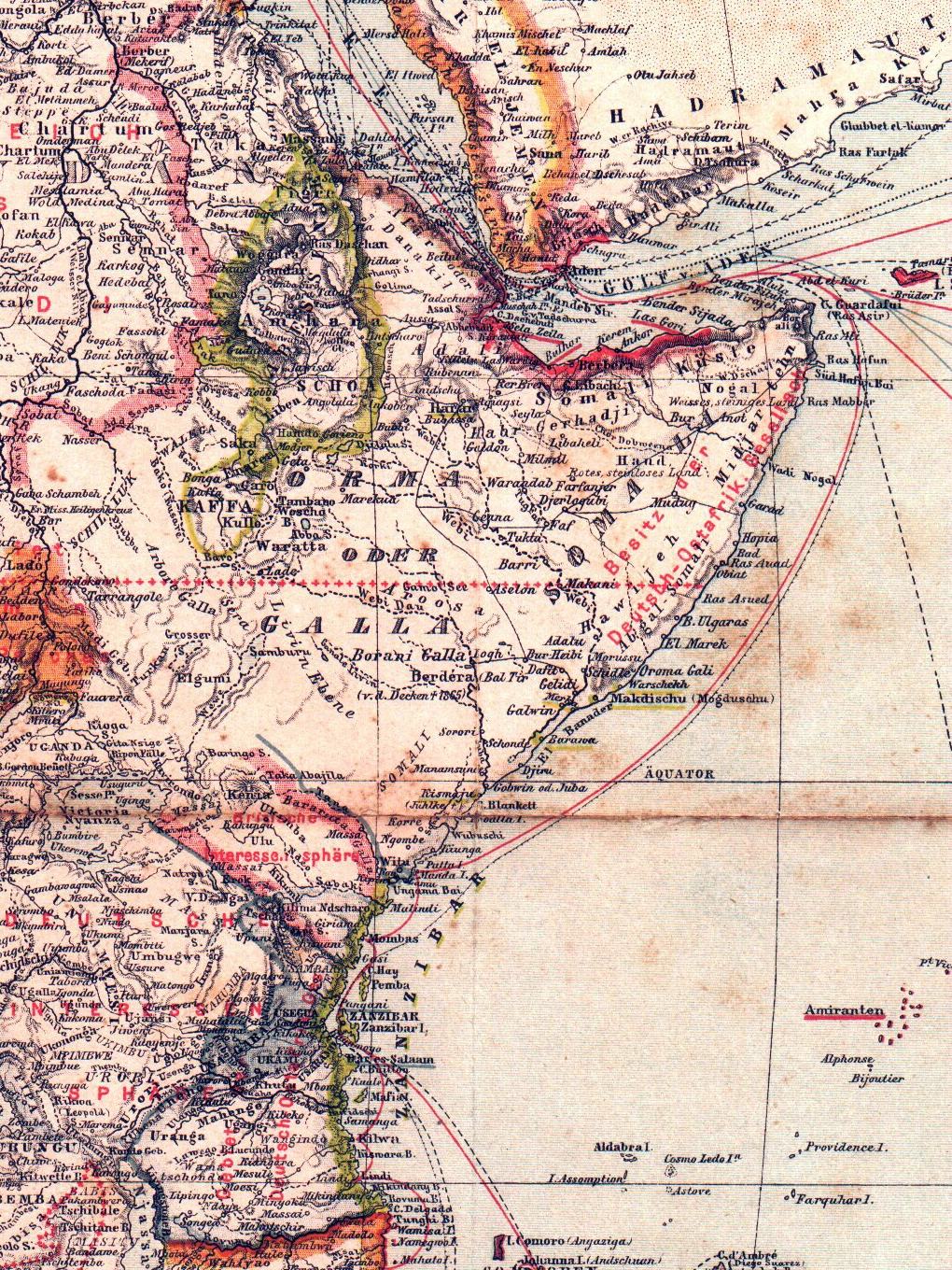
Brockhaus 1887: Somaliküste beschriftet als Besitz der Deutsch-Ostafrik. Gesellsch.

Karte von 1887 mit unbestätigten Grenzen: Die Somal-Küste ist bis weit ins Inland als deutsche Besitzung gelb markiert (ausgenommen sansibarische Küstenorte).

Zusammengenommen hatte die DOAG Ansprüche auf ein Gebiet erworben, dass im Nordosten das gesamte Puntland einschließlich ganz Mudug und Sanaag sowie im Südwesten ganz Jubaland bzw. das zunächst britische, später italienische Oltre Giuba umfasst hätte, also fast das gesamte spätere Italienisch-Somaliland. Brockhaus´ Conversations-Lexikon beschriftete 1887 auf seiner Übersichtskarte von Afrika das gesamte Gebiet zwischen Aluula und Warsheikh als Besitz der Deutsch-Ostafrikanischen Gesellschaft, ohne es jedoch in der gleichen Flächenfarbe wie Deutsch-Ostafrika oder die übrigen deutschen Besitzungen und Schutzgebiete einzuzeichnen. In der ebenfalls 1887 erschienenen Ausgabe von Andrees Allgemeinem Handatlas ist die gesamte Küste von den Ersterwerbungen in Deutsch-Ostafrika bis zum Kap Guardafui farblich als deutsche Besitzung gekennzeichnet (ungeachtet der britischen Ansprüche in Kenia).
Das deutsche Somaliland stellte keine eigene Kolonie, sondern eine Erweiterung Deutsch-Ostafrikas bzw. Witulands dar. Anders als in Ostafrika jedoch waren die von der Gesellschaft erworbenen Hoheitsrechte, ähnlich Schutzverträgen anderer Kolonialmächte mit einheimischen Herrschern, indirekt bzw. eingeschränkt. Die Gesellschaft hatte freie Hand in handelspolitischen und kolonisatorischen Fragen und der Nutzung des Landes sowie der Ressourcen, den Sultanen war ein gewisser Anteil am Gewinn vorbehalten. Die Verwaltung sollte mit den Sultanen gemeinsam erfolgen, freilich unter deutscher „Aufsicht“ und außen- und verteidigungspolitisch durch das Reich vertreten.
In Deutschland allerdings äußerten selbst Kolonialbefürworter Zweifel am juristischen Wert der unterschiedlichen Verträge und an der Umsetzbarkeit der Ansprüche. Reichskanzler Otto von Bismarck wiederum erkannte die Ansprüche nur insoweit an, als sie ein diplomatisches Druckmittel in anderen Streitfragen bildeten, denn sie betrafen Gebiete, auf die auch Großbritannien und Italien Ansprüche erhoben bzw. ein Auge geworfen hatten. Zugleich trachtete aber Bismarck, ebendiese beiden Mächte als Partner für eine Isolation Frankreichs zu gewinnen. Als die britische Regierung 1886 Entgegenkommen hinsichtlich der deutschen Interessen in Ostafrika signalisierte, ließ Bismarck die Ansprüche sogleich fallen.
Zwar hatte der deutsche Kaiser Schutzbriefe für die beiden somalischen Küstengebiete unterzeichnet. Bismarck forderte sie jedoch 1888 zurück, als Deutschland sich mit Großbritannien über die Aufteilung Sansibars verständigt hatte (1886) und der Dreibund-Partner Italien sich an der somalischen Küste festzusetzen begann. Yusuf hatte noch im Dezember 1888, Osman im April 1889 Protektoratsverträge mit den Italienern geschlossen. Die für Oktober 1889 erwogene Proklamation eines deutschen Benadir-Protektorats erfolgte nicht. An Italien ließ Bismarck übermitteln, dass seines Erachtens in ganz Nordostafrika keine Interessen beständen, deren Bedeutung sich mit dem Wert des deutsch-italienischen Verhältnisses messen lassen könne. Schließlich gab Deutschland im Helgoland-Sansibar-Vertrag vom Juli 1890 gegenüber Großbritannien alle Ansprüche auf Wituland, Hohenzollernhafen und nördlich davon auch formal auf. Sansibar wurde britisches Protektorat und verpachtete seine somalischen Küstenplätze statt an Deutschland 1892 an Italien.

## Folgen
Die deutsche Kolonialbewegung brachte den versuchten Erwerb der Somaliküste mit dem Personenkult um Carl Peters in Verbindung. Diesem sei angeblich der Erwerb eines geschlossenen Kolonialreiches von der Somali-Halbinsel bis nach Mosambik gelungen.

## Epilog
Lücken im britisch-italienischen Abkommen vom 5. Mai 1894 über die Aufteilung Somalilands sorgten noch einmal für Hoffnungen deutscher Kolonialbefürworter. Die Verträge der DOAG schienen trotz ihrer rechtlichen Mängel eine Intervention des Deutschen Reiches möglich zu machen. Als Motiv wurde nun das Fehlen deutscher Etappenpunkte auf dem Seeweg nach Ostafrika und Neuguinea angeführt. Besonders Aluula wurde als geeignete Zwischenstation erachtet. Die Intervention unterblieb jedoch, stattdessen ließ die kaiserliche Marine um 1900 auf den Farasan-Inseln am Südende des Roten Meers eine Kohlestation anlegen und prüfte den Plan, diese Inseln vom Osmanischen Reich zu erwerben. Auch dieses Projekt wurde aber 1902 endgültig fallengelassen, da das Kohledepot ungenutzt blieb und das Osmanische Reich eine Abtretung ablehnte.